# Hermannia linifolia
Hermannia linifolia är en malvaväxtart som beskrevs av Nicolaas Laurens Nicolaus Laurent Burman. Hermannia linifolia ingår i släktet Hermannia och familjen malvaväxter. Inga underarter finns listade i Catalogue of Life.